# Constantin Gâlcă
Constantin Gâlcă (Boekarest, 8 maart 1972) is een Roemeense voetbaltrainer bij Radomiak Radom en voormalig voetballer.
Hij werd in 2014 aangesteld als hoofdcoach van Steaua Boekarest. In december 2015 vertrok hij voor 1 seizoen naar RCD Espanyol. In oktober 2016 werd hij trainer bij Al Taawon in Saudi-Arabië. Hij volgde Darije Kalezic op.

## Erelijst
| - Steaua Boekarest - Roemeens landskampioen (4): 1992/93, 1993/94, 1994/95, 1995/96 - Roemeense beker (2): 1991/92 1995/96 - Roemeense supercup (2): 1994, 1995 - Espanyol - Catalaanse beker (1): 1998/99 - Spaanse beker (1): 1999/00 |  | - Steaua Boekarest - Roemeens landskampioen (1): 2014/15 - Roemeense beker (1): 2014/15 - Roemeense League Cup (1): 2014/15 - Vejle BK - Kampioen 1. Division (1): 2019/20 |